# Selma (Oregon)
Selma – jednostka osadnicza w Stanach Zjednoczonych, w stanie Oregon, w hrabstwie Josephine. W 2000 roku liczyło 1934 mieszkańców.